# Tacen
Tacen (pronunciado [ˈtaːtsən]; en fuentes más antiguas también Tacenj, alemán: Tazen) es un asentamiento en el centro de Eslovenia, al noroeste de la capital Liubliana. Forma parte de la región de Alta Carniola y de la región estadística de Eslovenia Central. Incluye las aldeas de Na Grškem, Sige, V Bregu (o Breg) y Šmarna Gora.

## Geografía
Tacen es un asentamiento agrupado al pie del monte Šmarna gora en la margen izquierda del río Sava, frente al antiguo pueblo de Brod. La aldea de Na Grškem se encuentra inmediatamente sobre el Sava, Sige está al oeste a lo largo de la carretera a Vikrče, y V Bregu (o Breg) se encuentra en la ladera del Šmarna gora a lo largo del Bregarski graben, que es un afluente del Sava. La aldea de Šmarna Gora está en la cima de la montaña. El suelo en Tacen es principalmente arenoso, con algunos campos de cultivo en las proximidades del Sava.

## Nombre
Tacen fue atestiguado en fuentes escritas en 1283 como Taezzen (y como Taezen en 1299, Taczen en 1368, Taczn y Taczen en 1431, Däczen en 1456, Tatzen en 1477 y Täznim en 1642). El origen del nombre es incierto. Una posibilidad es la derivación del esloveno *tac (tasa, tribute), que se refiere a un asentamiento que tenía algún papel en la recaudación o pago de impuestos. Otra posibilidad es la derivación del nombre personal *Tatьcь, que se refiere a un habitante primitivo. En el pasado, el nombre alemán era Tazen.

## Historia

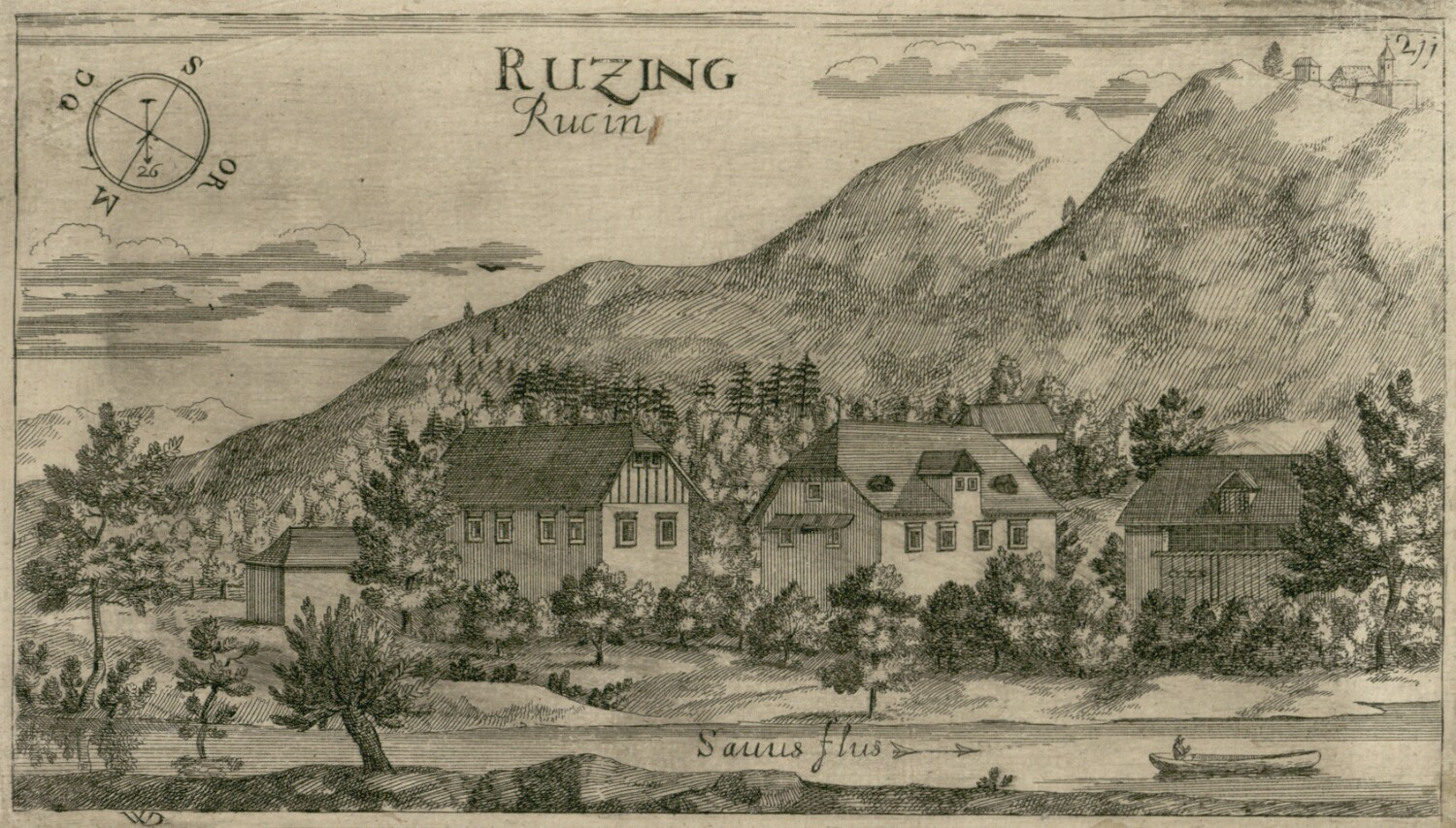
Rocen Manor, 1679

Es probable que haya un asentamiento en el monte Šmarna gora de tiempos prehistóricos. Una calzada romana pasaba por Tacen y conducía a Smlednik. Un documento que data de 1216 indica que hubo una fortificación en la colina. Durante la Edad Media, la colina adyacente Grmada sirvió como lugar de hogueras para advertir de los ataques otomanos. En 1541 se estableció una ruta comercial gubernamental que pasaba por Tacen, lo que otorgó al asentamiento el derecho a cobrar aranceles por cruzar el Sava. El transbordador en Tacen quedó bajo la autoridad de la oficina de impuestos de Ljubljana en 1569. Un puente de peaje de madera fue construido sobre el Sava en 1844-1848 por el barón Franz Lazzarini. Entre 1971 y 1975 se llevó a cabo una extensa construcción de viviendas. Tacen fue anexada por la ciudad de Liubliana en 1983, poniendo fin a su existencia como asentamiento independiente.